# Liste der von David Hilbert betreuten Dissertationen
Die folgende Tabelle enthält eine Liste der von David Hilbert betreuten Dissertationen in chronologischer Abfolge. Bei Hilbert wurden in Göttingen in den Jahren von 1898 bis 1933 insgesamt 69 Doktorarbeiten zum Abschluss gebracht. Die Dissertationen sind in den Gesammelten Abhandlungen, Band 3 aufgeführt. Nicht aufgeführt sind diejenigen Dissertationen, bei denen Hilbert lediglich Zweitgutachter war, diese finden sich zusätzlich im Mathematics Genealogy Project.
| Nr. | Promovend                      | Titel der Arbeit | Datum der Promotion | Veröffentlichung, ggf. mit zugehöriger Zeitschriftenpublikation                                                                      |
| --- | ------------------------------ | --- | ------------------- | --- |
| 1.  | Otto Blumenthal                | Über die Entwicklung einer willkürlichen Funktion nach den Nennern des Kettenbruches für {\displaystyle \textstyle \int \limits _{-\infty }^{0}{\frac {\phi (\xi )d\xi }{z-\xi }}}. | 25. Mai 1898        | 1898 |
| 2.  | Hans von Schaper               | Über die Theorie der Hadamardschen Funktionen und ihre Anwendung auf das Problem der Primzahlen.                                                                                    | 26. Juli 1898       | 1898 |
| 3.  | Heinrich Dörrie                | Das quadratische Reziprozitätsgesetz im quadratischen Zahlkörper mit der Klassenzahl 1.                                                                                             | 29. Juli 1898       | 1898 Siehe dazu: Acta Math. 1902, Bd. 26(1), S. 99–131 doi:10.1007/BF02415486                                                        |
| 4.  | Michael Feldblum               | Über elementar-geometrische Konstruktionen. | 12. Juli 1899       | 1899 |
| 5.  | Fritz Beer                     | Kriterien für Irrationalität von Funktionalwerten. | 19. Juli 1899       | 1899 |
| 6.  | Legh Wilber Reid               | Tafel der Klassenanzahlen für kubische Zahlkörper. | 28. Juli 1899       | 1899 Siehe dazu: Acta Math. 1902, Bd. 26(1), S. 99–131 doi:10.1007/BF02415486                                                        |
| 7.  | Anne Bosworth Focke            | Begründung einer vom Parallelenaxiome unabhängigen Streckenrechnung. | 31. Juli 1899       | 1899 |
| 8.  | Max Dehn                       | Die Legendreschen Sätze über die Winkelsumme im Dreieck. | 8. Nov. 1899        | 1900 Math. Ann. Bd. 53, S. 404–439. doi:10.1007/BF01448980                                                                           |
| 9.  | Karl Sigismund Hilbert         | Das allgemeine quadratische Reziprozitätsgesetz in aus gewählten Kreiskörpern der 2n-ten Einheitswurzeln.                                                                           | 1. Dez. 1899        | 1900 Siehe dazu: Acta Math. 1902, Bd. 26(1), S. 99–131 doi:10.1007/BF02415486                                                        |
| 10. | Sophus Marxsen                 | Über eine allgemeine Gattung irrationaler Invarianten und Kovarianten für eine binäre Form ungerader Ordnung.                                                                       | 5. März 1900        | 1900 |
| 11. | Ljubow Nikolajewna Sapolskaja  | Über die Theorie der Relativ-Abel'schen kubischen Zahlkörper. | 21. Juni 1900       | 1902 |
| 12. | Edgar Jerome Townsend          | Über den Begriff und die Anwendung des Doppellimes. | 12. Juli 1900       | 1900 |
| 13. | Gottfried Rückle               | Quadratische Reziprozitätsgesetze in algebraischen Zahlkörpern. | 22. Jan. 1901       | 1901 Siehe dazu: Acta Math. 1902, Bd. 26(1), S. 99–131 doi:10.1007/BF02415486                                                        |
| 14. | Earle Raymond Hedrick          | Über den analytischen Charakter der Lösungen von Differentialgleichungen. | 20. Febr. 1901      | 1901 |
| 15. | Felix Bernstein                | Untersuchungen aus der Mengenlehre. | 2. März 1901        | 1901 Math. Ann. 1905, Bd. 61, 117–155 doi:10.1007/BF01457734                                                                         |
| 16. | Charles Albert Noble           | Eine neue Methode in der Variationsrechnung. | 14. Mai 1901        | 1901 |
| 17. | Werner Boy                     | Über die Curvatura integra u. d. Topologie geschlossener Flächen. | 19. Juni 1901       | 1901 Math. Ann. 1903, Bd. 57(2), S. 151–184 doi:10.1007/BF01444342                                                                   |
| 18. | Georg Hamel                    | Über die Geometrien, in denen die Graden die Kürzesten sind. | 24. Juni 1901       | 1901 Math. Ann. 1903, Bd. 57(2), S. 231–264 doi:10.1007/BF01444348                                                                   |
| 19. | Nadeschda Gernet               | Untersuchung zur Variationsrechnung. Über eine neue Methode in der Variationsrechnung.                                                                                              | 28. Juli 1901       | 1902 |
| 20. | Otto Zoll                      | Über Flächen mit Scharen von geschlossenen Linien (Preisschrift). | 29. Juli 1901       | 1901 Math. Ann. 1903, Bd. 57(1) S. 108–133 doi:10.1007/BF01449019                                                                    |
| 21. | Johann Oswald Müller           | Über die Minimaleigenschaft der Kugel. | 24. Febr. 1902      | 1903 |
| 22. | Georg Lütkemeyer               | Über den analytischen Charakter der Integrale von partiellen Differentialgleichungen.                                                                                               | 9. Mai 1902         | 1902 |
| 23. | Paul Kirchberger               | Über Tchebychefsche Annäherungsmethoden. | 17. Juli 1902       | 1902 Math. Ann. 1903, Bd. 57(4) S. 509–540 doi:10.1007/BF01445182                                                                    |
| 24. | Oliver Kellogg                 | Zur Theorie der Integralgleichungen und des Dirichlet'schen Prinzips. | 24. Nov. 1902       | 1902 |
| 25. | Rudolf Fueter                  | Der Klassenkörper der quadratischen Körper und die komplexe Multiplikation. | 23. Febr. 1903      | 1903: |
| 26. | Charles Max Mason              | Randwertaufgaben bei gewöhnlichen Differentialgleichungen. | 24. April 1903      | 1903 |
| 27. | Albert Kraft                   | Über ganze transzendente Funktionen von unendlich hoher Ordnung. | 17. Juni 1903       | 1903 |
| 28. | Albert Andrae                  | Hilfsmittel zu einer allgemeinen Theorie der linearen elliptischen Differentialgleichung 2. Ordnung.                                                                                | 26. Juni 1903       | 1903 |
| 29. | Walther Lietzmann              | Über das biquadratische Reziprozitätsgesetz in algebraischen Zahlkörpern. | 29. Okt. 1903       | 1904 |
| 30. | Erhard Schmidt                 | Entwicklung willkürlicher Funktionen nach Systemen vorgeschriebener. | 29. Juni 1905       | 1905 |
| 31. | Wilhelmus David Allen Westfall | Zur Theorie der Integralgleichungen. | 19. Juli 1905       | 1905 |
| 32. | Hugo Kistler                   | Über Funktionen von mehreren komplexen Veränderlichen. | 26. Juli 1905       | 1905 |
| 33. | Alexander Myller               | Gewöhnliche Differentialgleichungen höherer Ordnung in ihrer Beziehung zu den Integralgleichungen.                                                                                  | 2. Mai 1906         | 1906 |
| 34. | David Clinton Gillespie        | Anwendungen des Unabhängigkeitssatzes auf die Lösung der Differentialgleichungen der Variationsrechnung.                                                                            | 25. Juli 1906       | 1906 |
| 35. | Wera Lebedeff                  | Die Theorie der Integralgleichungen in Anwendung auf einige Reihenentwickelungen.                                                                                                   | 24. Okt. 1906       | 1906 Math. Ann. 1907, Bd. 64, S. 388–416 doi:10.1007/BF01476024                                                                      |
| 36. | Arthur Robert Crathorne        | Das räumliche isoperimetrische Problem. | 21. Febr. 1907      | 1907 |
| 37. | Ugo Broggi                     | Die Axiome der Wahrscheinlichkeitsrechnung. | 8. Mai 1907         | 1907 |
| 38. | Charles Haseman                | Anwendung der Theorie der Integralgleichungen auf einige Randwertaufgaben in der Funktionentheorie.                                                                                 | 28. Juni 1907       | 1907 |
| 39. | William Deweese Cairns         | Die Anwendung der Integralgleichungen auf die zweite Variation bei isoperimetrischen Problemen.                                                                                     | 3. Juli 1907        | 1907 |
| 40. | Robert König                   | Oszillationseigenschaften der Eigenfunktionen der Integralgleichung mit definitem Kern und das Jacobische Kriterium der Variationsrechnung.                                         | 10. Juli 1907       | 1907 |
| 41. | Ernst Hellinger                | Die Orthogonalinvarianten quadratischer Formen von unendlich vielen Variablen. | 17. Juli 1907       | 1907 |
| 42. | Hermann Weyl                   | Singuläre Integralgleichungen mit besonderer Berücksichtigung des Fourierschen Integraltheorems.                                                                                    | 12. Febr. 1908      | 1908 Math. Ann. 1908, Bd. 66(3) S. 273–324 doi:10.1007/BF01450690                                                                    |
| 43. | Andreas Speiser                | Zur Theorie der binären quadratischen Formen mit Koeffizienten und Unbestimmten in einem beliebigen Zahlkörper.                                                                     | 3. März 1909        | 1909 |
| 44. | Alfréd Haar                    | Zur Theorie der orthogonalen Funktionensysteme. | 16. Juni 1909       | 1909 Math. Ann. 1910, Bd. 69(3) S. 331–371 doi:10.1007/BF01456326                                                                    |
| 45. | Margarete Kahn                 | Eine allgemeine Methode zur Untersuchung der Gestalten algebraischer Kurven. | 30. Juni 1909       | 1909 |
| 46. | Klara Löbenstein               | Über den Satz, daß eine ebene, algebraische Kurve 6. Ordnung mit 11 sich einander ausschließenden Ovalen nicht existiert.                                                           | 30. Juni 1909       | 1910 |
| 47. | Richard Courant                | Über die Anwendung des Dirichletschen Prinzipes auf die Probleme der konformen Abbildung.                                                                                           | 16. Febr. 1910      | 1910 Math. Ann. 1911, Bd. 71(2) S. 145–183 doi:10.1007/BF01456646                                                                    |
| 48. | Erich Hecke                    | Zur Theorie der Modulfunktionen von zwei Variablen und ihrer Anwendung auf die Zahlentheorie.                                                                                       | 3. März 1910        | 1910 Siehe Math. Ann. Bd. 71, S. 1–37 doi:10.1007/BF01456926                                                                         |
| 49. | Kurt Grelling                  | Die Axiome der Arithmetik mit besonderer Berücksichtigung der Beziehungen zur Mengenlehre.                                                                                          | 8. Juni 1910        | 1910 |
| 50. | Wallie Abraham Hurwitz         | Randwertaufgaben bei Systemen von linearen partiellen Differentialgleichungen erster Ordnung.                                                                                       | 13. Juli 1910       | 1910 |
| 51. | Johannes Otto Mühlendyck       | Klassifikation der regelmäßigsymmetrischen Flächen fünfter Ordnung. | 7. Dez. 1910        | 1911 |
| 52. | Hugo Steinhaus                 | Neue Anwendungen des Dirichlet'schen Prinzips. | 10. Mai 1911        | 1911 |
| 53. | Paul Funk                      | Über Flächen mit lauter geschlossenen geodätischen Linien. | 22. Mai 1911        | 1911 Math. Ann. 1913, Bd. 74(2) S. 278–300 doi:10.1007/BF01456044                                                                    |
| 54. | Ludwig Föppl                   | Stabile Anordnungen von Elektronen im Atom | 1. März 1912        | 1912 Auszug in: Journ. reine angew. Math. Bd. 141 S. 251–302.                                                                        |
| 55. | Gerhard Janssen                | Über die definitionsmäßige Einführung der affinen und der äquiformen Geometrie auf Grund der Verknüpfungsaxiome.                                                                    | 19. Febr. 1913      | 1913 |
| 56. | Hans Bolza                     | Anwendung der Theorie der Integralgleichungen auf die Elektronentheorie und die Theorie der verdünnten Gase.                                                                        | 2. Juli 1913        | 1913 |
| 57. | Jakob Grommer                  | Ganze transzendente Funktionen mit lauter reellen Nullstellen. | 16. Juli 1913       | 1914 Journ. reine angew. Math. Bd. 144 S. 114–166.                                                                                   |
| 58. | Bernhard Baule                 | Theoretische Behandlung der Erscheinungen in verdünnten Gasen. | 18. Febr. 1914      | 1914 Ann. Phys. F. 4 Bd. 44 doi:10.1002/andp.19143490908                                                                             |
| 59. | Kurt Schellenberg              | Anwendung der Integralgleichungen auf die Theorie der Elektrolyse. | 24. Juni 1914       | 1915 Gekürzt in: Ann. Phys. F. 4 Bd. 47. doi:10.1002/andp.19153520904                                                                |
| 60. | Georg Prange                   | Die Hamilton-Jacobische Theorie für Doppelintegrale (mit einer Übersicht der Theorie für einfache Integrale).                                                                       | 21. Dez. 1914       | 1915 |
| 61. | Heinrich Behmann               | Die Antinomie der transfiniten Zahl und ihre Auflösung durch die Theorie von Russell und Whitehead.                                                                                 | 5. Juni 1918        | 1922 |
| 62. | Willi Windau                   | Über lineare Differentialgleichungen vierter Ordnung mit Singularitäten und die dazugehörigen Darstellungen willkürlicher Funktionen.                                               | 7. Juli 1920        | 1921 Math. Ann. 1921 Bd. 83 S. 256–279 doi:10.1007/BF01458384                                                                        |
| 63. | Hellmuth Kneser                | Untersuchungen zur Quantentheorie. | 2. März 1921        | 1921 Math. Ann. 1921 Bd. 84 S. 277–302 doi:10.1007/BF01459411                                                                        |
| 64. | Walther Rosemann               | Der Aufbau der ebenen Geometrie ohne das Symmetrieaxiom. | 11. Dez. 1922       | 1923 Math. Ann. 1923, Bd. 90(1) S. 108–128 doi:10.1007/BF01456245                                                                    |
| 65. | Wilhelm Ackermann              | Begründung des „tertium non datur“ mittels der Hilbertschen Theorie der Widerspruchsfreiheit.                                                                                       | 4. Aug. 1924        | 1925 Math. Ann. 1925 Bd. 93 S. 1–36 doi:10.1007/BF01449946                                                                           |
| 66. | Gabriel Sudan                  | Über die geordneten Mengen. | 20. Juli 1925       | 1925 Buletinul de Stințe Matematice pure și aplicate. Anul 28.                                                                       |
| 67. | Haskell Brooks Curry           | Grundlagen der kombinatorischen Logik. | 24. Juni 1929       | 1930 American Journ. of Math. 1930 Bd. 52 S. 509–536 doi:10.2307/2370619 JSTOR:2370619, S. 789–834 doi:10.2307/2370716 JSTOR:2370716 |
| 68. | Arnold Schmidt                 | Die Herleitung der Spiegelung aus der ebenen Bewegung. | 20. Juli 1932       | 1934 Math. Ann. 1934 Bd. 109 S. 538–571 doi:10.1007/BF01449154                                                                       |
| 69. | Kurt Schütte                   | Untersuchungen zum Entscheidungsproblem der mathematischen Logik. | 10. Mai 1933        | 1934 Math. Ann. Bd. 109 S. 572–603 doi:10.1007/BF01449155                                                                            |

1. ↑  Tag der mündlichen Prüfung
2. ↑  Die Auflistung der Publikationen erhebt keinen Anspruch auf Vollständigkeit.